# Championnat de Singapour de football 2015
Navigation
Saison 2014 Saison 2016
La saison 2015 du Championnat de Singapour de football est la quatre-vingt-troisième édition de la première division à Singapour, organisée par la fédération singapourienne sous forme d'une poule unique où toutes les équipes rencontrent trois fois leurs adversaires au cours de la saison. Il n'y a pas de relégation puisque les clubs inscrits sont des franchises, à l'image de ce qui se fait dans les championnats australien ou nord-américain. 
À l'issue de la saison, le champion se qualifie pour la Ligue des champions de l'AFC, alors que le vainqueur de la Coupe de Singapour obtient son billet pour la Coupe de l'AFC. Néanmoins, les franchises « étrangères » comme DPMM Brunei, Young Lions, Harimau Muda et Albirex Niigata ne peuvent pas s'aligner en compétition asiatique pour représenter Singapour. Le cas se présente cette saison avec la victoire d'une formation étrangère.
C'est le club de DPMM Brunei qui est sacré cette saison après avoir terminé en tête du classement final avec quatre points d'avance sur Tampines Rovers et sept sur Albirex Niigata. Il s'agit du tout premier titre de champion de Singapour de l'histoire du club.
Le championnat passe de douze à dix clubs avec le retrait de Tanjong Pagar United et la disparition de la formation de Woodlands Wellington, qui a fusionné avec Hougang United.

## Les clubs participants
- Albirex Niigata
- Balestier Khalsa
- DPMM Brunei
- Geylang International
- Harimau Muda
- Home United
- Hougang United
- Warriors FC
- Tampines Rovers
- Young Lions

## Compétition
Le barème de points servant à établir le classement se décompose ainsi :
- Victoire : 3 points
- Match nul : 1 point
- Défaite : 0 point

### Classement final
| Rang | Équipe                | Pts | J  | G  | N | P  | Bp | Bc | Diff |
| ---- | --------------------- | --- | -- | -- | - | -- | -- | -- | ---- |
| 1    | DPMM Brunei           | 52  | 27 | 15 | 7 | 5  | 48 | 26 | +22  |
| 2    | Tampines Rovers       | 48  | 27 | 14 | 6 | 7  | 42 | 25 | +17  |
| 3    | Albirex NiigataC      | 45  | 27 | 13 | 6 | 8  | 27 | 17 | +10  |
| 4    | Balestier Khalsa      | 44  | 27 | 12 | 8 | 7  | 39 | 35 | +4   |
| 5    | Warriors FCT          | 37  | 27 | 11 | 4 | 12 | 40 | 51 | -11  |
| 6    | Home United           | 36  | 27 | 9  | 9 | 9  | 38 | 34 | +4   |
| 7    | Harimau Muda B        | 33  | 27 | 9  | 6 | 12 | 29 | 40 | -11  |
| 8    | Geylang International | 28  | 27 | 7  | 7 | 13 | 36 | 44 | -8   |
| 9    | Young Lions           | 27  | 27 | 7  | 6 | 14 | 30 | 43 | -13  |
| 10   | Hougang United        | 21  | 27 | 4  | 9 | 14 | 28 | 42 | -14  |

|  | Champion de Singapour 2015                                                      |
|  | Qualification pour le tour préliminaire de la Ligue des champions de l'AFC 2016 |
|  | Qualification pour la Coupe de l'AFC 2016                                       |
|  | T : Tenant du titre C : Vainqueur de la Coupe de Singapour                      |

## Bilan de la saison
| Championnat de Singapour de football 2015             |                         |
| Champion                                              | DPMM Brunei (1er titre) |
| Coupes et trophées                                    |                         |
| Vainqueur de la Coupe de Singapour 2015               | Albirex Niigata         |
| Qualifications continentales                          |                         |
| Ligue des champions de l'AFC 2016 (tour préliminaire) | Tampines Rovers         |
| Coupe de l'AFC 2016                                   | Balestier Khalsa        |
| Promotions et relégations                             |                         |
| Promus en S-League                                    | Aucun                   |
| Relégués                                              | Aucun                   |